# Нюборг (коммуна)
Нюборг (дат. Nyborg Kommune) — датская коммуна в составе области Южная Дания. Площадь — 276,24 км², что составляет 0,64 % от площади Дании без Гренландии и Фарерских островов. Численность населения на 1 января 2008 года — 31607 чел. (мужчины — 15648, женщины — 15959; иностранные граждане — 918).

## История
Коммуна была образована в 2007 году из следующих коммун:
- Нюборг (Nyborg)
- Уллерслев (Ullerslev)
- Эрбек (Ørbæk)

## Изображения

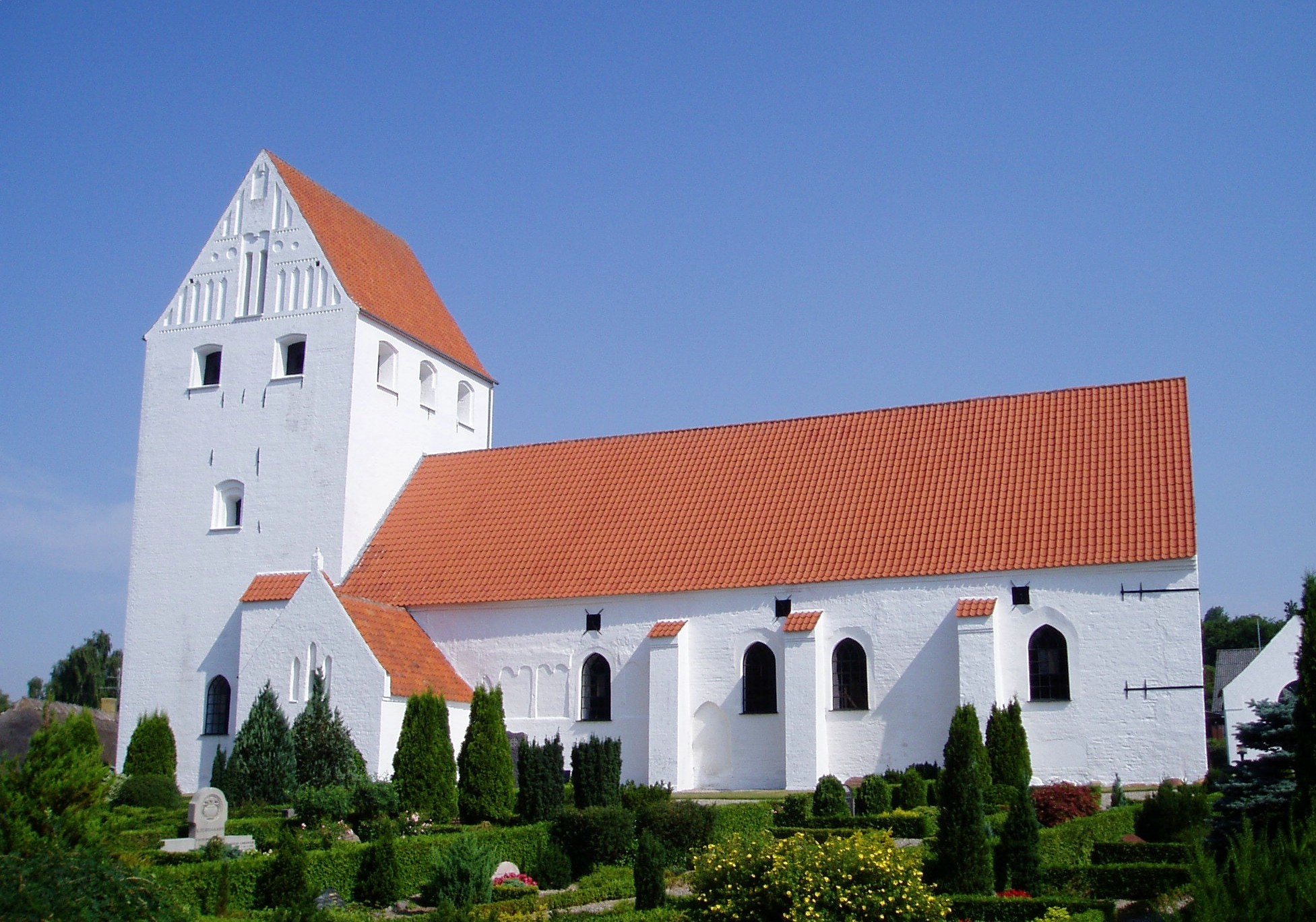
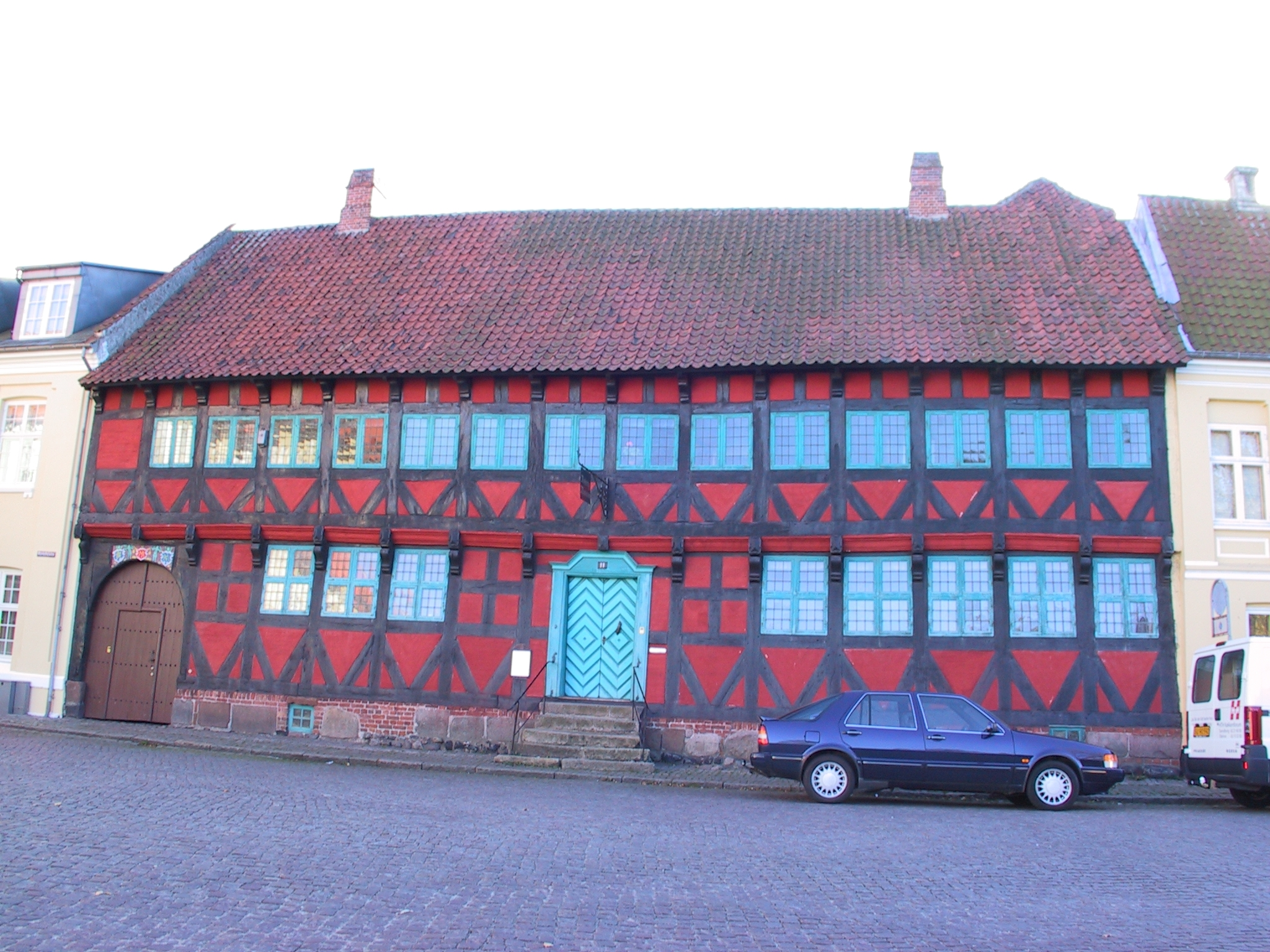

## Железнодорожные станции
- Нюборг (Nyborg)